# Torneo de San Ginés
El Torneo de San Ginés es una competición futbolística de verano que se disputa en Arrecife (Las Palmas) España. Tiene lugar desde el año 1953, lo que la convierte en el evento decano de los torneos veraniegos en Canarias.
Se celebra anualmente en la Ciudad Deportiva Lanzarote con motivo de las fiestas de San Ginés.

## Palmarés
Los ganadores del torneo por año han sido:
| Año       | Edición       | Campeón                         | Resultado      | Subcampeón                                                       |
| --------- | ------------- | ------------------------------- | -------------- | ---------------------------------------------------------------- |
| 1953      | I             | C. D. Aviación de Las Palmas    | Triangular     | U. D. Las Palmas Selección de Arrecife                           |
| 1954      | II            | C. D. Mato y Alberola           | Triangular     | U. D. Las Palmas juvenil Selección juvenil de Lanzarote          |
| 1955      | III           | Real Unión de Tenerife          | Triangular     | U. D. Las Palmas juvenil Selección juvenil de Lanzarote          |
| 1956-1968 | No se disputó | -                               | -              | -                                                                |
| 1969      | IV            | Real Sporting San José          | 0-0 (pen.)     | Selección juvenil de Lanzarote                                   |
| 1970      | V             | U. D. Las Palmas Aficionados    | 1-1 (pen.)     | C. D. Tenerife                                                   |
| 1971      | VI            | U. D. Las Palmas Aficionados    | 2-0            | Selección de Lanzarote                                           |
| 1972      | VII           | U. D. Lanzarote                 | 1-0            | U. D. Las Palmas Aficionados                                     |
| 1973      | VIII          | U. D. Lanzarote                 | 2-2 (pen.)     | U. D. Las Palmas Aficionados                                     |
| 1974      | IX            | U. D. Las Palmas Aficionados    | 1-1 (pen.)     | Atlético San Sebastián                                           |
| 1975      | X             | C. D. Pegaso                    | 1-0            | U. D. Lanzarote                                                  |
| 1976      | XI            | U. D. Las Palmas Aficionados    | 1-1 (pen.)     | U. D. Lanzarote                                                  |
| 1977      | XII           | U. D. Lanzarote                 | 0-0 (pen. 4:2) | Córdoba C. F.                                                    |
| 1978      | XIII          | Toscal C. F.                    | 0-0 (pen. 4:3) | San Andrés Tenerife                                              |
| 1979      | XIV           | U. D. Las Palmas Atlético       | 1-1 (pen.)     | U. D. Lanzarote                                                  |
| 1980      | XV            | U. D. Las Palmas Atlético       | 2-0            | U. D. Lanzarote                                                  |
| 1981      | XVI           | C. D. Mensajero                 | 1-0            | U. D. Telde                                                      |
| 1982      | XVII          | U. D. Las Palmas Atlético       | 3-0            | Selección de Fuerteventura                                       |
| 1983      | XVIII         | R. C. Deportivo de La Coruña    | 3-1            | U. D. Lanzarote                                                  |
| 1984      | XIX           | U. D. Lanzarote                 | Triangular     | C. D. Mensajero U. D. Las Palmas Atlético                        |
| 1985      | XX            | Castilla C. F.                  | 3-2            | U. D. Las Palmas                                                 |
| 1986      | XXI           | C. D. Tenerife                  | 2-1            | U. D. Lanzarote                                                  |
| 1987      | XXII          | U. D. Telde                     | Triangular     | U. D. Lanzarote U. D. Las Palmas Atlético                        |
| 1988      | XXIII         | U. D. Las Palmas Atlético       | 2-0            | C. D. Maspalomas                                                 |
| 1989      | XXIV          | U. D. Las Palmas                | 3-1            | Club Sport Marítimo                                              |
| 1990      | XXV           | Selección juvenil de Lanzarote  | Triangular     | Selección juvenil de Arrecife Selección juvenil de Fuerteventura |
| 1991      | XXVI          | U. D. Lanzarote                 | Triangular     | C. D. Teguise U. D. Valterra                                     |
| 1992      | XXVII         | C. D. Corralejo                 | 0-0 (pen.)     | U. D. Las Palmas Atlético                                        |
| 1993      | XXVIII        | U. D. Las Palmas                | 4-0            | U. D. Lanzarote                                                  |
| 1994      | XXIX          | U. D. Las Palmas Atlético       | 3-2            | U. D. Lanzarote                                                  |
| 1995      | XXX           | U. D. Las Palmas                | 4-1            | C. D. Tenerife "B"                                               |
| 1996      | XXXI          | U. D. Las Palmas                | 3-1            | Real Madrid C. F. "B"                                            |
| 1997      | XXXII         | Albacete Balompié               | 2-1            | Rayo Vallecano                                                   |
| 1998      | XXXIII        | U. D. Pájara-Playas de Jandía   | 4-0            | Albacete Balompié                                                |
| 1999      | XXXIV         | Real Madrid C. F. "B"           | 1-1 (pen.)     | U. D. Lanzarote                                                  |
| 2000      | XXXV          | F. C. Barcelona "B"             | 2-1            | U. D. Lanzarote                                                  |
| 2001      | XXXVI         | Córdoba C. F.                   | 3-1            | U. D. Lanzarote                                                  |
| 2002      | XXXVII        | Elche C. F.                     | 5-1            | C. D. Teguise                                                    |
| 2003      | XXXVIII       | C. D. Tenerife                  | 0-0 (pen. 4:3) | U. D. Las Palmas                                                 |
| 2004      | XXXIX         | U. D. Lanzarote                 | 2-0            | U. D. Fuerteventura                                              |
| 2005      | XL            | U. D. Las Palmas                | 0-0 (pen.)     | U. D. Lanzarote                                                  |
| 2006      | XLI           | Universidad de Las Palmas C. F. | 3-0            | U. D. Lanzarote                                                  |
| 2007      | XLII          | U. D. Fuerteventura             | 0-0 (pen.)     | C. D. Teguise                                                    |
| 2008      | XLIII         | U. D. Las Palmas                | 3-1            | U. D. Lanzarote                                                  |
| 2009      | XLIV          | Deportivo Alavés                | 1-0            | Real Unión Club                                                  |
| 2010      | XLV           | U. D. Las Palmas                | 1-1 (pen. 5:3) | Universidad de Las Palmas C. F.                                  |
| 2011      | XLVI          | U. D. Las Palmas                | Triangular     | U. D. Lanzarote Selección de Lanzarote                           |
| 2012      | XLVII         | U. D. Lanzarote                 | 3-1            | C. D. Tenerife                                                   |
| 2013      | XLVIII        | U. D. Lanzarote                 | Triangular     | Selección de Lanzarote C. D. Unión Sur Yaiza                     |
| 2014      | XLIX          | U. D. Lanzarote                 | Triangular     | C. D. Unión Sur Yaiza C. D. El Cotillo                           |
| 2015      | L             | U. D. Las Palmas Atlético       | 4-0            | C. D. Mensajero                                                  |
| 2016      | LI            | U. D. Lanzarote                 | 6-1            | Selección de Lanzarote                                           |
| 2017      | LII           | U. D. Las Palmas Atlético       | Triangular     | C. D. Mensajero U. D. Lanzarote                                  |
| 2018      | LIII          | U. D. Las Palmas Atlético       | 4-1            | U. D. Lanzarote                                                  |
| 2019      | LIV           | U. D. Las Palmas                | 4-0            | U. D. Lanzarote                                                  |
| 2021      | LV            | U. D. Tamaraceite               | 1-1            | U. D. Lanzarote                                                  |
| 2022      | LVI           | C. D. Atlético Paso             | 2-0            | U. D. Lanzarote                                                  |
| 2023      | LVII          | U. D. Lanzarote                 | 2-2 (pen. 3:1) | C. D. Mensajero                                                  |
| 2024      | LVIII         | C. D. Tenerife "B"              | 1-1 (pen. 7:6) | C. D. Unión Sur Yaiza                                            |

Entre los años 1956 y 1968 no se disputó el torneo.

## Campeones
| U. D. Las Palmas Atlético*      | 12 trofeos | 1970, 1971, 1974, 1976, 1979, 1980, 1982, 1988, 1994, 2015, 2017 y 2018 |
| U. D. Lanzarote                 | 11 trofeos | 1972, 1973, 1977, 1984, 1991, 2004, 2012, 2013, 2014, 2016 y 2023       |
| U. D. Las Palmas                | 9 trofeos  | 1989, 1993, 1995, 1996, 2005, 2008, 2010, 2011 y 2019                   |
| C. D. Tenerife                  | 2 trofeos  | 1986 y 2003                                                             |
| Real Madrid C. F. "B"           | 2 trofeos  | 1985 y 1999                                                             |
| C. D. Aviación de Las Palmas    | 1 trofeo   | 1953                                                                    |
| C. D. Mato y Alberola           | 1 trofeo   | 1954                                                                    |
| Real Unión de Tenerife          | 1 trofeo   | 1955                                                                    |
| Real Sporting San José          | 1 trofeo   | 1969                                                                    |
| C. D. Pegaso                    | 1 trofeo   | 1975                                                                    |
| Toscal C. F.                    | 1 trofeo   | 1978                                                                    |
| C. D. Mensajero                 | 1 trofeo   | 1981                                                                    |
| R. C. Deportivo de La Coruña    | 1 trofeo   | 1983                                                                    |
| U. D. Telde                     | 1 trofeo   | 1987                                                                    |
| Selección Juvenil de Lanzarote  | 1 trofeo   | 1990                                                                    |
| C. D. Corralejo                 | 1 trofeo   | 1992                                                                    |
| Albacete Balompié               | 1 trofeo   | 1997                                                                    |
| U. D. Pájara-Playas de Jandía   | 1 trofeo   | 1998                                                                    |
| F. C. Barcelona "B"             | 1 trofeo   | 2000                                                                    |
| Córdoba C. F.                   | 1 trofeo   | 2001                                                                    |
| Elche C. F.                     | 1 trofeo   | 2002                                                                    |
| Universidad de Las Palmas C. F. | 1 trofeo   | 2006                                                                    |
| U. D. Fuerteventura             | 1 trofeo   | 2007                                                                    |
| Deportivo Alavés                | 1 trofeo   | 2009                                                                    |
| U. D. Tamaraceite               | 1 trofeo   | 2021                                                                    |
| C. D. Atlético Paso             | 1 trofeo   | 2022                                                                    |
| C. D. Tenerife "B"              | 1 trofeo   | 2024                                                                    |

(*) A la U. D. Las Palmas Atlético se le ha sumado los 4 trofeos de la Unión Deportiva Las Palmas Aficionado, al ser el antiguo nombre del filial palmense.